# Julian Phillips
Julian Phillips, född 5 november 2003 i Kileen i Texas, är en amerikansk professionell basketspelare (SF) som spelar för Chicago Bulls i National Basketball Association (NBA).
Han draftades av Boston Celtics i andra rundan i 2023 års draft som 35:e spelare totalt.
Innan Phillips blev proffs studerade han vid University of Tennessee och spelade för deras idrottsförening Tennessee Volunteers.